# Санаторний (Карталинський район)
Санаторний (рос. Санаторный) — селище у Карталинському районі Челябінської області Російської Федерації.
Входить до складу муніципального утворення Анненське сільське поселення. Населення становить 86 осіб (2010).

## Історія
Від 4 листопада 1924 року належить до Карталинського району Челябінської області.
Згідно із законом від 17 вересня 2004 року органом місцевого самоврядування є Анненське сільське поселення.

## Населення
| 2002 | 2010 |
| ---- | ---- |
| 232  | ↘86  |